# Bremen Progress
Der Typ Bremen Progress ist ein Mehrzweckschiffstyp des Bremer Vulkan in Bremen.

## Geschichte
Der Schiffstyp wurde Mitte der 1970er Jahre als größere und schnellere Weiterentwicklung für die Linienfahrt auf Basis des sehr erfolgreichen Typs German Liberty konzipiert. Die Schiffe der Baureihe waren als universell einsetzbare Mehrzweck- oder Semicontainerschiffe für die große Fahrt ausgelegt. Um den veränderten Rahmenbedingungen gerecht zu werden, passte man den Bremen Progress durch einen höheren Decksöffnungsgrad an den Containertransport an und legte die Schiffe für eine etwas höhere Tragfähigkeit und Geschwindigkeit als beim Vorgänger aus. Der Typ Bremen Progress wurde in drei Einheiten von der britischen Reederei Ellerman Lines aus London geordert. Eine weitere Einheit mit etwas verändertem Ladegeschirr ging an die Reederei Herm. Dauelsberg in Bremen und drei nochmals weiter für die Holz- und Logfahrt modifizierte Schiffe an Alfred C. Toepfer aus Hamburg. Der Bau von zwölf weiteren Einheiten für die indonesische Reederei D Jakarta Lloyd P. N., deren Bestellung durch eine 20-prozentige Kapitalhilfe des Bundesministeriums für wirtschaftliche Zusammenarbeit gefördert worden wäre, wurde zwar verhandelt, aber nicht in einen Bauauftrag umgewandelt.,

## Technische Einzelheiten
Die Bremen-Progress-Schiffe haben achtern angeordnete Aufbauten und fünf Laderäume mit Zwischendeck. Die Laderäume waren mit wegnehmbaren Cellguides ausgerüstet. Alle Lukendeckel wurden vom Hersteller McGregor geliefert. Die Wetterdeckslukendeckel der Räume 2 bis 4 sind vom Typ Single-Pull, die Luke auf der Back als Faltlukendeckel und die Zwischendecksluken als Klapp/Faltdeckel in Glattdeckbauweise ausgeführt. Als eigenes Ladegeschirr kamen drei elektrische Schiffsdrehkräne des Herstellers Orenstein & Koppel mit jeweils 5/12,5 Tonnen Kapazität für die vorderen drei Luken und fünf Ladebäume à 5/10, 13/30 und 20/60 Tonnen Tragkraft zum Einbau. Die Dauelsber- und Toepfer-Schiffe erhielten keine Kräne, sondern herkömmliches Ladegeschirr mit zwölf Ladebäumen von 5 bis 100 Tonnen Kapazität (Dauelsberg) beziehungsweise vier Ladebäumen von 22 bis 40 Tonnen Kapazität (Toepfer).
Der Hauptmotor war ein bei der Bauwerft gebauter MAN K6Z 70/120 E Zweitakt-Dieselmotor mit einer Leistung von 8796 PS, der direkt auf den Festpropeller wirkte. Es stand kein Bugstrahlruder zur Unterstützung der An- und Ablegemanöver zur Verfügung.

## Die Schiffe
| Schiffsname         | Baunummer | IMO-Nummer | Ablieferung      | Auftraggeber               | Spätere Namen und Verbleib |
| ------------------- | --------- | ---------- | ---------------- | -------------------------- | --- |
| City of Winchester  | 1009      | 7515212    | 1976             | Ellerman Lines, London     | 1981 Arc Odysseus, 1989 Nortween Slevik, 1990 Slevik, 1993 Lady Sharon, 1997 Harmony Dove, am 26. Mai 2001 zum Abbruch in Chittagong eingetroffen |
| City of York        | 1010      | 7515224    | 1976             | Ellerman Lines, London     | 1986 Vicman, 1988 Joy, 1991 Emerald, 1995 Felicita, am 9. Dezember 1998 zum Abbruch in Alang eingetroffen |
| City of Canterbury  | 1011      | 7515236    | 1976             | Ellerman Lines, London     | 1981 Arc Aeolus, 1989 Nortween Sletter, 1990 Hibiscus Trader, 1990 Sletter, 1992 Lady Juliet, am 9. November 2000 zum Abbruch in Chittagong eingetroffen |
| Flavia              | 1012      | 7606011    | Februar 1977     | Herm. Dauelsberg, Bremen   | 1987 Flavia I, 1989 Her An, 1993 Lugano Venture, 1995 Her An, 1998 Global Pride, 2002 zum Abbruch nach Alang |
| Florenz             | 1017      | 7614965    | 16. Oktober 1977 | Alfred C. Toepfer, Hamburg | 2002 Trinity, 2008 Diamond S., 2009 Abbruch in der Türkei |
| William Shakespeare | 1018      | 7614977    | 14. Januar 1978  | Alfred C. Toepfer, Hamburg | 1996 auf der Position 14,29°N; 059,22°E gesunken |
| Toledo              | 1019      | 7700075    | 15. Oktober 1978 | Alfred C. Toepfer, Hamburg | Wassereinbruch am 20. Februar 1990 auf der Reise von New Brunswick nach Fredericia mit einer Ladung Kali, vom Bergungsschlepper Simson abgeschleppt und am 3. März in Gerrans Bay in Cornwall auf Strand gesetzt, später gehoben und am 28. April 1990 versenkt |